# Eustaquio Palacios
 José Eustaquio Palacios (Roldanillo, 17 de febrero de 1830 - Santiago de Cali, 6 de febrero de 1898) fue un escritor y político colombiano.
Estudió sucesivamente en Cali, Bogotá y Popayán, primeramente con los padres franciscanos y luego en la Universidad del Cauca hasta graduarse como doctor en jurisprudencia. Fue rector del Colegio de Santa Librada, regidor de la municipalidad de Cali, presidente y vicepresidente de la misma en diversos períodos y procurador suplente del departamento judicial de occidente. Su principal labor literaria está en El Ferrocarril, semanario que fundó en 1878 y que mantuvo hasta su muerte.

## Obras
Además de un buen número de poesías y artículos literarios, ha publicado  las obras siguientes, de las que se han hecho varias ediciones:
- Lecciones de gramática y literatura castellana
- Esneda, poema
- El alférez real, novela
- Adaptación de El alférez real
- Amor por siempre, poema